# Calvinet
Calvinet ist eine Ortschaft und eine ehemalige französische Gemeinde mit 432 Einwohnern (Stand: 1. Januar 2022) im Département Cantal in der Region Auvergne-Rhône-Alpes. Sie gehörte zum Arrondissement Aurillac und zum Kanton Arpajon-sur-Cère.
Mit Wirkung vom 1. Januar 2019 wurden die ehemaligen Gemeinden Calvinet und Mourjou zur Commune nouvelle Puycapel zusammengeschlossen und haben in der neuen Gemeinde der Status einer Commune déléguée. Der Verwaltungssitz befindet sich im Ort Calvinet.

## Lage
Nachbarorte sind Leynhac im Nordwesten, Saint-Antoine im Norden, Marcolès im Nordosten, Sénezergues im Osten und Cassaniouze im Süden.

## Bevölkerungsentwicklung
| Jahr      | 1962 | 1968 | 1975 | 1982 | 1990 | 1999 | 2008 | 2015 |
| --------- | ---- | ---- | ---- | ---- | ---- | ---- | ---- | ---- |
| Einwohner | 527  | 524  | 491  | 408  | 404  | 432  | 471  | 513  |

## Sehenswürdigkeiten
- Schloss Lamothe, Monument historique seit 1993

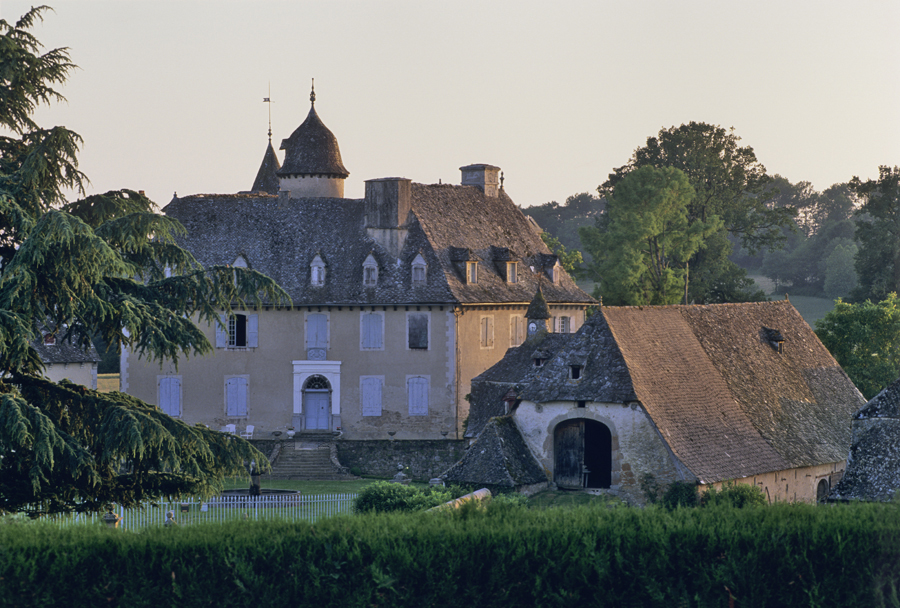
Schloss Lamothe